# Anacyclus ciliatus
Anacyclus ciliatus là một loài thực vật có hoa trong họ Cúc. Loài này được Trautv. mô tả khoa học đầu tiên năm 1868.